# 生駒道弘
生駒 道弘（いこま みちひろ、1932年4月19日 - ）は、日本の経営学者。和歌山大学名誉教授、四国大学名誉教授。

## 経歴
和歌山県有田郡吉備町（現有田川町）出身。1956年、和歌山大学経済学部卒業。1961年、神戸大学大学院経営学研究科博士課程修了。1976年「分析的財務管理理論の一考察」で神戸大学より経営学博士の学位を取得。
1961年、和歌山大学経済学部助手、講師、助教授、教授。和歌山大学名誉教授。1975年、ボン大学(ドイツ）にて国費研究。ドイツ経営学の重鎮であるHorst Albachと共同研究を行う。1987年、近畿大学商経学部教授。1995年、日本経営財務研究学会会長。1999年、四国大学教授。2008年退職、名誉教授となる。
漢文学者の松下忠は義父。
生駒道弘は、「資本剰余金」を会社にとっての創業者利得と理解する木村和三郎説に疑問を懐き、創業者利得概念の明確化に努力した。1986年の『株式時価発行の理論』において、創業者利得は株式会社会計にとっては全く外部的な概念であり、資本剰余金となりえないことを主張した。高寺貞男は1995年の『複雑系の会計学』においてこの主張を認め、1958年以来の「株式プレミアム論争」は、岡部利良の醵出資本説の正しさが証明される形で、ほぼ決着することとなった。

## 著書
- 『ストック・オプションの研究 現代米国経営者報酬の一形態について』評論社 経営学モノグラフ 1967
- 『現代財務管理論 投資決定理論の研究』千倉書房 1973
- 『株式時価発行の理論 株式プレミアムと配当政策』千倉書房 1986
- 『経営学の歩み』同文館出版 1993

### 共編著
- 『テキストブック経営財務』共編 有斐閣ブックス 1985
- 『経営財務と証券市場』榊原茂樹共編著 千倉書房 1988
- 『現代株式会社と経営財務』角野信夫共編 文真堂 1995

## 論文
- ＜生駒道弘